# Helyi önkormányzatok gazdálkodása Magyarországon
Az államháztartás egyik alrendszere: a helyi önkormányzati gazdálkodás. A helyi önkormányzat törvény keretei között:
- tulajdonával önállóan rendelkezik, bevételeivel önállóan gazdálkodik. Az önként vállalt és a kötelező önkormányzati feladatok ellátásáról egységes költségvetéséből gondoskodik. Saját felelősségére vállalkozói tevékenységet folytathat. Az önhibáján kívül hátrányos helyzetben lévő települési önkormányzat kiegészítő támogatásra jogosult.
- a nagyobb létszámú és teljesítőképességű önkormányzatoknak több kötelező feladat- és hatáskört állapíthat meg törvény, amennyiben maga vagy társulás (jog)ával arról közösen gondoskodni tud, a működési területén önként vállalhatja a törvény által a nagyobb lakosságszámú települési önkormányzatoknak illetőleg a megyei önkormányzatoknak kötelezően előírt közszolgáltatások megszervezését. Ilyen esetben igényelheti az átvállalt feladattal arányos fedezet biztosítását a költségvetése számára.

## A képviselő-testület kizárólagos hatásköre
Az önkormányzati törvény az önkormányzati bizottságoknak különösen jelentős szerepet biztosít azzal, hogy lehetővé teszi a képviselő-testület egyes hatásköreit a bizottságok részére átruházhatóvá teszi. A hatáskör átruházással a bizottságok döntési jogosultságot kapnak az egyes önkormányzati ügyek eldöntésénél. Természetesen, a hatáskör átruházással gyakorolt ügyekről időnként a megbízónak kell beszámolni. A képviselő-testület az alábbi a hatáskörökről - fontosságuk miatt - nem mondhat le:
- a gazdasági program megalkotásáról,
- a költségvetés megállapításáról,
- döntés a végrehajtásukról szóló beszámoló (zárszámadás) elfogadásáról,
- a helyi adó megállapításáról,
- a településrendezési terv jóváhagyásáról,
- a képviselő-testület által meghatározott értékhatár feletti hitelfelvételről,
- a kötvénykibocsátásról,
- a közösségi célú alapítványi forrás átvételéről és átadásáról.

## A főváros, és a kerületi önkormányzatok gazdálkodása
Az önkormányzati bevételek a fővárosi és a kerületi önkormányzat által ténylegesen gyakorolt feladat- és hatáskör arányában illetik meg a fővárosi illetve kerületi önkormányzatokat. Amennyiben a törvény a fővárosi önkormányzatot a főváros érdekkörét vagy gazdasági lehetőségeit meghaladó regionális illetve országos feladatok ellátására kötelezi az országgyűlés biztosítja az ellátásukhoz szükséges anyagi feltételeket, dönt a központi hozzájárulás mértékéről és módjáról. A fővárosi önkormányzatot illetve a kerületi önkormányzatokat önállóan és közvetlenül megilletik az alábbi bevételek:
- a feladat ellátásához kapcsolódó normatív központi hozzájárulás,
- a címzett- és céltámogatások,
- a saját tevékenységből, vállalkozásból és az önkormányzati vagyon hozadékából származó nyereség, osztalék, kamat és a bérleti díj,
- az átvett pénzeszközök,
- a tulajdonában álló közterületek hasznosítása után járó díj.

- A fővárosi önkormányzatot és a kerületi önkormányzatokat osztottan megillető bevételek:
- a magánszemélyek jövedelemadóból az állami költségvetésről szóló törvény alapján a települési önkormányzatokat megillető rész,
- az egyéb központi adó,
- az állandó népességhez kapcsolódó központi hozzájárulás,
- a helyi adókból származó bevételek.

Az előbbi bevételek a fővárosi és a kerületi önkormányzatok közötti megosztását a fővárosi közgyűlés rendeletében a kerületi képviselő-testületek véleményének kikérésével határozza meg. A közgyűlés rendeletében meghatározza azokat a fejlesztési célokat, amelyek megvalósításához a kerületi képviselő-testületek cél- és címzett támogatásokat igényelhetnek.
A kerületi önkormányzat kizárólagos bevétele a szabálysértési bírság letiltás útján befolyó összege.
A fővárosi önkormányzat kizárólagos bevételei:
- a normatív központi támogatás igazgatási és közművelődési feladatokra,
- az önkormányzatot megillető vadászati jog haszonbérbe adásából származó jövedelem, az érintett önkormányzatokkal kötött megállapodás szerint, a terület arányosan megállapított rész,
- a környezetvédelmi és műemlékvédelmi bírság,
- az illetékek külön törvényi előírások szerint,
- a központi támogatás.

A fővárosi közgyűlés és a kerületi képviselő-testület saját éves költségvetést határoz meg az államháztartási törvény szabályai szerint. Mindaddig, amíg a fővárosi közgyűlés az érintett források megosztásáról nem dönt, az állandó népességszám egészéhez kapcsolódó normatív központi hozzájárulások és az átengedett központi adókból, - az önkormányzatokat megillető részt - a Magyar Államkincstár a felmerülő személyi kiadásokat és egyéb kifizetéseket terhelő levonások, járulékok teljesítését és elszámolását követően a fővárosi önkormányzatnak utalja át. A fővárosi önkormányzat gondoskodik továbbutalásáról.

## Általános szabályok
Az önkormányzat közszolgáltatásokat nyújt. Saját tulajdonnal rendelkezik és költségvetési bevételeivel, kiadásaival önállóan gazdálkodik. Az önkormányzatok költségvetése az államháztartás része, ahhoz teljes pénzforgalmával kapcsolódik. Az önkormányzat a helyi lakosság szükségleteiből s a jogszabályokból adódó feladatait saját költségvetési szerv útján, más gazdálkodó szervezet támogatásával, szolgáltatások vásárlásával illetve más módon jár el. Az önkormányzati költségvetés az állami költségvetéstől elkülönül, ahhoz állami támogatásokkal és más költségvetési kapcsolatokkal kötödéik. Az önkormányzat feladataihoz igazodóan választja meg a gazdálkodás formáit s a pénzügyi előírások között, önállóan alakítja ki az érdekeltségi szabályokat. Az önkormányzat feladatellátási feltételeit a saját bevételekből, átengedett központi adókból, más gazdálkodó szervektől átvett bevételekből a központi költségvetési normatív hozzájárulásokból, valamint támogatásokból teremti meg.
A források felsorolása:
- Saját bevételek

a törvényben rögzített módon a települési önkormányzatok által megállapított és kivetett helyi adók, saját tevékenységből, vállalkozásból, az önkormányzati vagyon hozadékból származó nyereség, osztalék, kamat és bérleti díj.
- Átvett pénzeszközök

az önkormányzat területén kiszabott és onnan befolyt környezetvédelmi és műemlékvédelmi bírság külön jogszabályban megállapított hányada, az önkormányzatot megillető vadászati jog haszonbérbeadása, a helyi önkormányzat más bevételei
- Átengedett központi adók

A magánszemélyek jövedelemadójának meghatározott része, az egyéb megosztott adók
- Normatív (országos) költségvetési hozzájárulás

Az országgyűlés normatív költségvetési hozzájárulást állapít meg a települések lakosságszámával, egyes korcsoportokkal, intézményi ellátottakkal arányosan és más mutatók alapján. A központi költségvetésben meghatározott összeg - felhasználására vonatkozó kötöttség nélkül - az önkormányzatnál felmerülő személyi jellegű juttatásokat s egyéb kifizetéseket terhelő levonások, járulékok teljesítését s elszámolását követően közvetlenül megilleti a helyi önkormányzatokat illetőleg a törvény által meghatározott körben a feladatot ellátó önkormányzatot.
- Cél- és címzett támogatási rendszer

Az országgyűlés meghatározza a társadalmilag kiemelt célokat. A célonkénti támogatások mértékét és feltételeit törvény határozza meg. A helyi önkormányzatok egyedileg és közösen is igényelhetnek támogatásokat. A feltételeknek megfelelő önkormányzat a céltámogatásra jogosult. A céltámogatás kizárólag az adott célra használható fel. Az országgyűlés egyes nagy költségigényű beruházási feladatok megvalósítására meghatározott helyi önkormányzatnak címzett támogatást nyújthat. Ez kizárólag az adott célra fordítható.
- Egyéb támogatások

Önállósága és működőképessége védelme érdekben kiegészítő állami támogatás illeti meg az önhibáján kívül hátrányos helyzetben lévő települési önkormányzatot. A támogatás mértékéről a költségvetési törvényben döntenek. Új önkormányzati feladat megállapítása esetén egyidejűleg biztosítani kell a szükséges pénzügyi fedezetet. Az állami támogatások összege a költségvetési év során nem mérsékelhető.

## Intézmények működtetése
A helyi önkormányzat az intézményeit támogatásban részesíti. Nem vonhatja el és a támogatásba nem számíthatja be az intézményi kötelező térítési díjon kívüli bevételeit. Az intézmény a támogatást és a bevételeit önállóan használhatja fel. A használatában lévő ingatlanokat és ingó dolgait - az alapfeladat sérelme nélkül - bevételei növelésére fordíthatja. Az önkormányzat a más által fenntartott intézmények (magánvállalkozások, egyház által fenntartott intézmények) működéséhez támogatást nyújthat.
A helyi önkormányzat gazdálkodásának biztonságáért a képviselő-testület, a gazdálkodás szabályszerűségéért a polgármester a felelős. A veszteséges gazdálkodás következményei az önkormányzatot terhelik. A kötelezettségeiért az állami költségvetés nem tartozik felelősséggel.

## Tervezés, számvitel, információ
Az önkormányzat maga határozza meg gazdasági programját és költségvetését. A költségvetés összeállításának részletes szabályait az államháztartásról szóló törvény, a finanszírozás rendjét, az állami hozzájárulás mértékét az állami költségvetési törvény határozza meg. Az állami költségvetési tervezés önkormányzati feladatait a Pénzügyminisztérium s a Belügyminisztérium végzi.Az országgyűlési költségvetési döntéseket az önkormányzati érdekszövetségekkel lefolytatott egyeztetés után, véleményük figyelembevételével kell meghozni.

## Ellenőrzés
A helyi önkormányzatok gazdálkodását az Állami Számvevőszék ellenőrzi. Az önkormányzati intézmények ellenőrzését saját maga az önkormányzat látja el. Így gondoskodnia kell a gazdálkodás belső ellenőrzésének a jogszabályban meghatározott képesítési ellenőrről. A pénzügyi bizottság az önkormányzatnál és intézményeinél véleményezi az éves költségvetési javaslatot, a végrehajtásáról szóló féléves, éves beszámolók tervezetét. Figyelemmel kíséri a költségvetési bevételek alakulását. Különös figyelemmel a saját bevételek alakulására, a vagyonváltozás mértékére, vizsgálja a hitelfelvétel indokait, gazdasági megalapozottságát, a bizonylati rend és a bizonylati fegyelem érvényesítését. A pénzügyi bizottság észrevételeit haladéktalanul közli a képviselő-testülettel.Ha az nem ért vele egyet, a vizsgálati jegyzőkönyvet megküldi az Állami Számvevőszéknek. A városi szint felett a képviselő-testületek kötelesek könyvvizsgálót megbízni. Ilyen könyvvizsgáló nem lehet a PTK. hatálya alá tartozó közeli hozzátartozó. A könyvvizsgáló véleményéről köteles a megbízó képviselő-testületet tájékoztatni. Az írásos vélemény nélkül érvényes döntésnem hozható!

## Külső hivatkozások
- http://www.doksi.hu/get.php?lid=5614
- Az önkormányzatok gazdálkodásának ellenőrzése
- http://209.85.129.132/search?q=cache:I7pnLvzRFe0J:www.szazadveg.hu/kutatas/download/konf/Helyi_adok_TA.ppt+Helyi+%C3%B6nkorm%C3%A1nyzatok+gazd%C3%A1lkod%C3%A1sa&hl=hu&ct=clnk&cd=5&gl=hu&client=firefox-a%5B%5D